# 3 Andromedae
Désignations
3 Andromedae (en abrégé 3 And) est une étoile géante de la constellation boréale d'Andromède. Elle est visible à l’œil nu avec une magnitude apparente de 4,64. D'après la mesure de sa parallaxe annuelle par le satellite Gaia, l'étoile est distante d'environ ∼ 191 a.l. (∼ 58,6 pc) de la Terre. Elle se rapproche du Système solaire à une vitesse radiale héliocentrique de −35 km/s et possède un mouvement propre relativement important, traversant la sphère céleste à un rythme de 0,236 seconde d'arc/an.
3 Andromedae est une étoile géante rouge de type spectral K0 IIIb, avec la classe de luminosité « IIIb » indiquant qu'il s'agit d'une géante relativement peu lumineuse. Elle est membre du red clump, c'est-à-dire qu'elle génère son énergie par la fusion de l'hélium dans son noyau. L'étoile est âgée d'environ 2,3 milliards d'années.
Elle possède une masse estimée être 1,7 fois plus grande que la masse du Soleil et son rayon est dix fois plus grand que le rayon solaire. Sa luminosité est 49 fois plus grande que celle du Soleil et sa température de surface est de 4 668 K.